# Baron Welles
Baron Welles ist ein erblicher britischer Adelstitel, der zweimal in der Peerage of England und einmal in der Peerage of Ireland verliehen wurde.

## Verleihungen
Der Titel wurde erstmals in der Peerage of England am 6. Februar 1299 an Adam de Welles verliehen, indem dieser von König Eduard I. per Writ of Summons ins Parlament berufen wurde. Dieser war Gutsherr des namensgebenden Ortes Well bei Alford in Lincolnshire. Während der Rosenkriege standen die Barone Welles auf Seiten des Hauses Lancaster wurden, insbesondere während das Haus York die Oberhand hatte, zeitweise durch Parlamentsbeschluss geächtet, womit Titel und Ländereien von der Krone eingezogen wurden. So wurde der 6. Baron 1461 postum geächtet, diese Ächtung wurde 1468 widerrufen, dessen Sohn, der 7. Baron, wurde postum 1475 geächtet, diese Ächtung wurde 1486 widerrufen. Zwischenzeitlich war der Titel beim Tod des 7. Barons am 12. März 1470 an dessen Sohn als 8. Baron gefallen, der bereits am 19. März 1470 ebenfalls starb. Nachdem der Titel durch die rückwirkende Ächtung des 7. Barons 1475 von der Krone eingezogen war, beanspruchte der Witwer von Joan, der verstorbenen Schwester des 8. Barons, Richard Hastings, den Titel und wurde 1483 durch Writ of Summons ins Parlament berufen. Dieser Writ of Summons wird heute meist als Neuverleihung des Titels verstanden und der Titel entweder als Baron Welles oder Baron Hastings of Welles bezeichnet. Als die postume Ächtung des 7. Barons 1486 rückwirkend aufgehoben worden war, fielen damit der Titelanspruch und die Ländereien an den Halbbruder des 6. Baron, John Welles, der spätestens 1487 in der Peerage of England zum Viscount Welles erhoben wurde. Richard Hastings musste Titel und Ländereien gegen Entschädigung aufgeben. Als der 1. Viscount am 9. Februar 1499 starb, ohne Nachkommen zu hinterlassen, erlosch die Viscountcy und die Baronie fiel in Abeyance zwischen seinen vier Halbschwestern bzw. deren Nachkommen.
In dritter Verleihung wurde der Titel Baron Welles, of Dungannon in the County of Tyrone, am 8. Januar 1781 in der Peerage of Ireland für den irischen Politiker Thomas Knox geschaffen. Am 5. Juli 1791 wurde er in der Peerage of Ireland auch zum Viscount Northland, of Dungannon in the County of Tyrone, erhoben. Seinem Sohn, dem 2. Viscount, wurden zudem am 6. Juli 1826 in der Peerage of the United Kingdom der Titel Baron Ranfurly, of Ramphorlie in the County of Renfrew, und am 14. September 1831 in der Peerage of Ireland der Titel Earl of Ranfurly verliehen. Die Baronie Welles ist seither ein nachgeordneter Titel des jeweiligen Earl of Ranfurly.

## Liste der Barone Welles

### Barone Annesley, erste Verleihung (1299)
- Adam de Welles, 1. Baron Welles († 1311)
- Robert de Welles, 2. Baron Welles (1297–1320)
- Adam de Welles, 3. Baron Welles (1304–1345)
- John Welles, 4. Baron Welles (1334–1361)
- John Welles, 5. Baron Welles (1352–1421)
- Lionel Welles, 6. Baron Welles (1406–1461) (Titel verwirkt 1461)
- Richard Welles, 7. Baron Welles (um 1429–1470) (Titel wiederhergestellt 1468; Titel verwirkt 1475)
- Robert Welles, 8. Baron Welles († 1470)
- Joan Hastings, de iure 9. Baroness Welles († vor 1475)
- John Welles, 1. Viscount Welles, 10. Baron Welles (um 1450–1499) (Titel wiederhergestellt 1486, Baronie abeyant 1499)

### Barone Welles, zweite Verleihung (1483)
- Richard Hastings, 1. Baron Welles († 1503) (Titel widerrufen 1486)

### Barone Welles, dritte Verleihung (1781)
- Thomas Knox, 1. Viscount Northland, 1. Baron Welles (1729–1818)
- Thomas Knox, 1. Earl of Ranfurly, 2. Baron Welles (1754–1840)
- Thomas Knox, 2. Earl of Ranfurly, 3. Baron Welles (1786–1858)
- Thomas Knox, 3. Earl of Ranfurly, 4. Baron Welles (1816–1858)
- Thomas Knox, 4. Earl of Ranfurly, 5. Baron Welles (1849–1875)
- Uchter Knox, 5. Earl of Ranfurly, 6. Baron Welles (1856–1933)
- Daniel Knox, 6. Earl of Ranfurly, 7. Baron Welles (1913–1988)
- Gerald Knox, 7. Earl of Ranfurly, 8. Baron Welles (1929–2018)
- Edward Know, 8. Earl of Ranfurly, 9. Baron Welles (* 1957)

Titelerbe (Heir Apparent) ist der Sohn des aktuellen Titelinhabers, Adam Henry Knox, Viscount Northland (* 1994).